# Шорвуд (Вісконсин)
Шорвуд (англ. Shorewood) — селище (англ. village) в США, в окрузі Мілвокі штату Вісконсин. Населення — 13 859 осіб (2020).

## Географія
Шорвуд розташований за координатами 43°5′29″ пн. ш. 87°53′12″ зх. д. / 43.09139° пн. ш. 87.88667° зх. д. (43.091325, -87.886625).  За даними Бюро перепису населення США в 2010 році селище мало площу 4,12 км², уся площа — суходіл.

## Демографія
Згідно з переписом 2010 року, у селищі мешкали 13 162 особи в 6381 домогосподарстві у складі 3109 родин. Густота населення становила 3196 осіб/км².  Було 6750 помешкань (1639/км²).
Расовий склад населення:
| - 88,1 % — білих - 5,6 % — азіатів - 2,9 % — чорних або афроамериканців - 0,2 % — корінних американців |

До двох чи більше рас належало 2,3 %. Частка іспаномовних становила 3,4 % від усіх жителів.
За віковим діапазоном населення розподілялося таким чином: 19,2 % — особи молодші 18 років, 67,8 % — особи у віці 18—64 років, 13,0 % — особи у віці 65 років та старші. Медіана віку мешканця становила 37,2 року. На 100 осіб жіночої статі у селищі припадало 87,9 чоловіків;  на 100 жінок у віці від 18 років та старших — 85,0 чоловіків також старших 18 років.
Середній дохід на одне домашнє господарство  становив 90 186 доларів США (медіана — 64 488), а середній дохід на одну сім'ю — 124 799 доларів (медіана — 92 938). Медіана доходів становила 63 912 долари для чоловіків та 49 229 доларів для жінок. За межею бідності перебувало 10,2 % осіб, у тому числі 6,9 % дітей у віці до 18 років та 11,3 % осіб у віці 65 років та старших.
Цивільне працевлаштоване населення становило 7699 осіб. Основні галузі зайнятості: освіта, охорона здоров'я та соціальна допомога — 33,3 %, науковці, спеціалісти, менеджери — 14,7 %, фінанси, страхування та нерухомість — 10,6 %, роздрібна торгівля — 10,5 %.